# Éléonore von Raab
Pour les articles homonymes, voir Raab (homonymie).
Éléonore von Raab, dite aussi Éléonore de Raab, (v. 1755- v. 1811) est une collectionneuse autrichienne de minéraux.

## Biographie
Éléonore von Raab est la fille de Franz Anton von Raab (1722-1783), réformateur agraire et ministre de Marie-Thérèse d'Autriche. Son année de naissance est située entre 1741 et 1755 par les auteurs qui l'ont étudiée. Elle a épousée l'ambassadeur Freidrich von Uberta (ou della Huerta).
Elle décède entre 1811 et 1830 à Valence en Espagne : la date de son décès ne fait pas consensus parmi les spécialistes.
Son portrait en silhouette a été réalisé en 1781 par François Gonord. 

## Collection de minéraux
Au contact du géologue Ignaz von Born, Éléonore von Raab a développé son intérêt pour les minéraux, ce qui l'a amené à constituer une collection d'environ 2.500 spécimens. Parmi ses acquisitions importantes, figuraient 41 spécimens achetés en 1791 et 1792 au collectionneur anglais Philip Rashleigh.
Le géologue Ignaz von Born a dressé le catalogue de cette collection, publié sous le titre Catalogue Methodique et Raisonne de la Collection des Fossiles de Mlle. Éléonore de Raab en 1790. L'ouvrage, en deux volumes, forme la base de travail du minéralogiste britannique William Babington pour son livre A New System of Mineralogy, in the form of a Catalogue, after the manner of Baron Born's Systematic Catalogue of the collection of fossils of Mlle Éléonore de Raab, publié en 1799.
La collection d'Éléonore von Raab a été vendue en 1793 au comte Moritz Christian Friess de Vienne, laquelle a été dispersée en 1824. Lors de cette vente, l'un des principaux acheteurs est Ferdinand Zimmerman, de la Medicinisch-Chirurgische Josephs-Akademie.
Une partie de la collection d'Éléonore von Raab a été identifiée dans les réserves du château de Forchtenstein par Simone et Peter Huber. Deux armoires contenaient des spécimens étiquetés correspondant au catalogue dressé par Ignaz von Born, et les archives Esterházy conservées au sein du château mentionnaient une « Die kleinere Mineralien-Sammlung oder die ehemalige Sammlung des Fräulein von Raab » (« La petite collection de minéraux, ou l'ancienne collection de Mlle von Raab »). Les découvreurs estiment que les spécimens subsistant représentent environ 45% de la collection d'origine. Après restauration, les meubles et leur contenant ont été transférés au château d'Esterházy à Eisenstadt.